# ボーケール (ガール県)
ボーケール （フランス語:Beaucaire、オック語:Bèucaire）は、フランス、オクシタニー地域圏、ガール県のコミューン。

## 地理

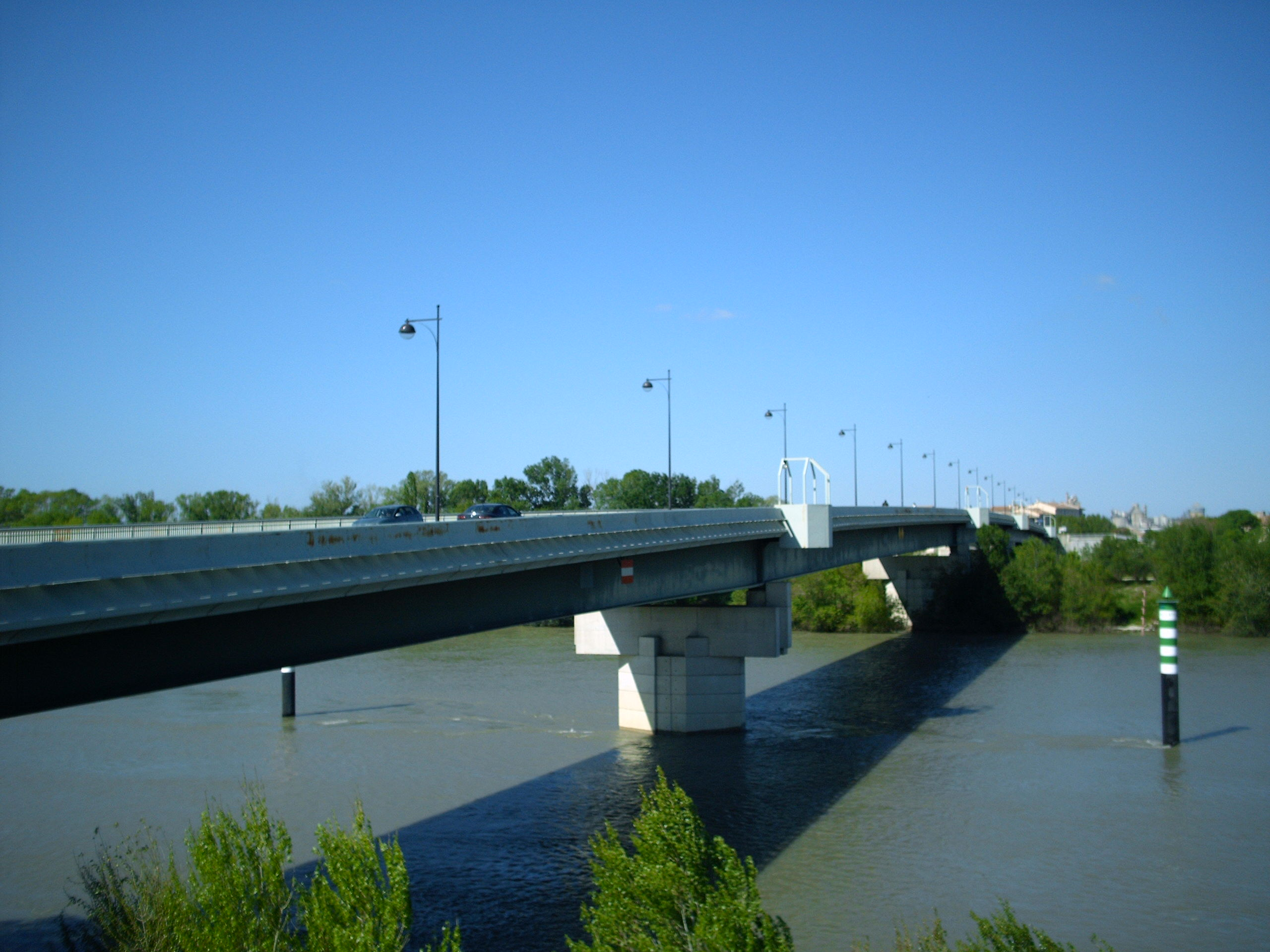
ローヌ川に架かる橋

ガール県の東県境にあるボーケールは、ローヌ川岸にある。西のニーム、北東のアヴィニョン、南のアルルを3点とした三角形の中心にあたる。プロヴァンス、カマルグ、コスティエール（fr）台地の各地方の交差路にもあたる。ローヌ川を挟んでボーケールと向かい合うのはブーシュ＝デュ＝ローヌ県のタラスコンで、タラスコンとともに約3万人の都市圏を形成する。

## 歴史

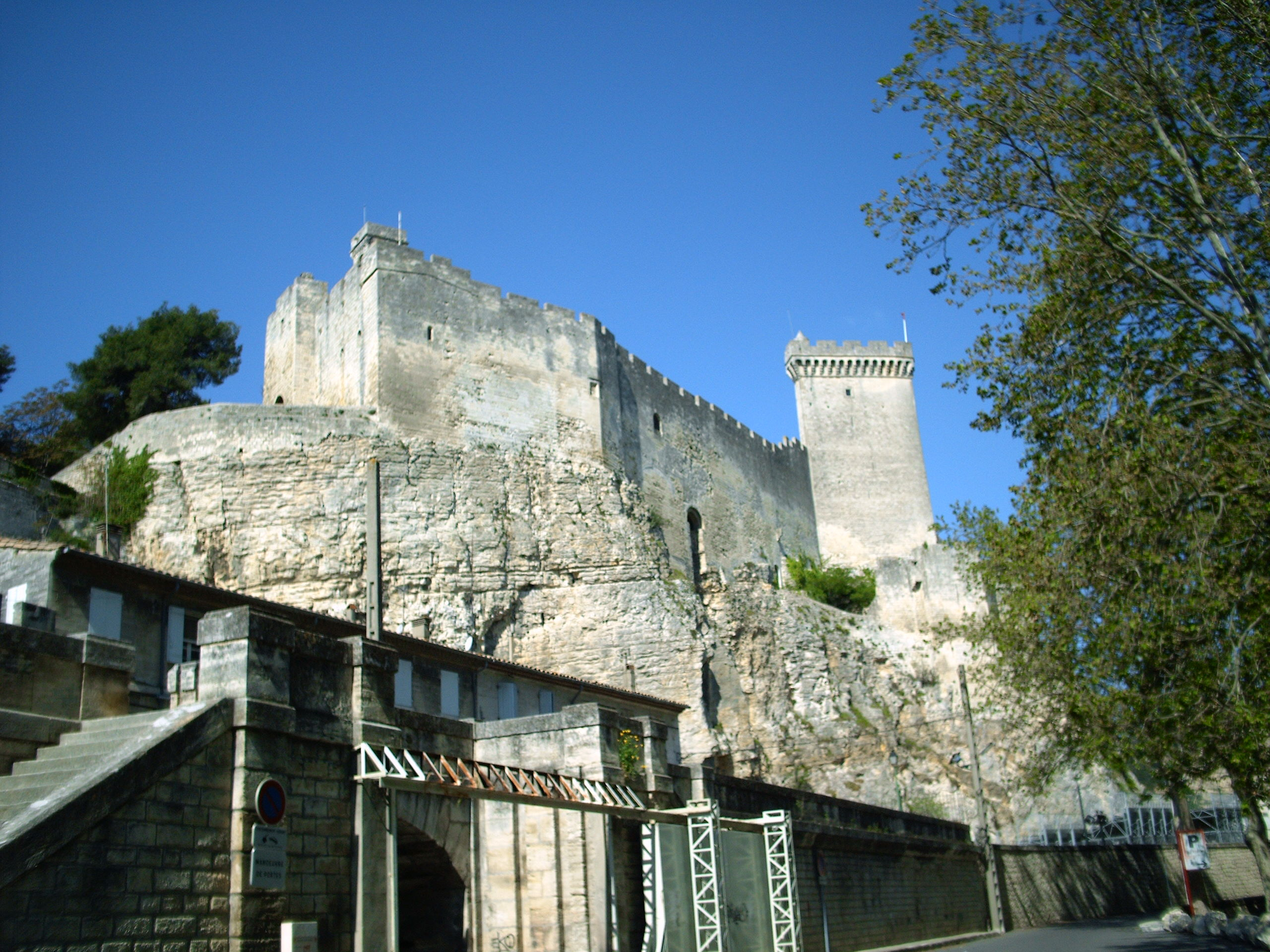
ボーケール城

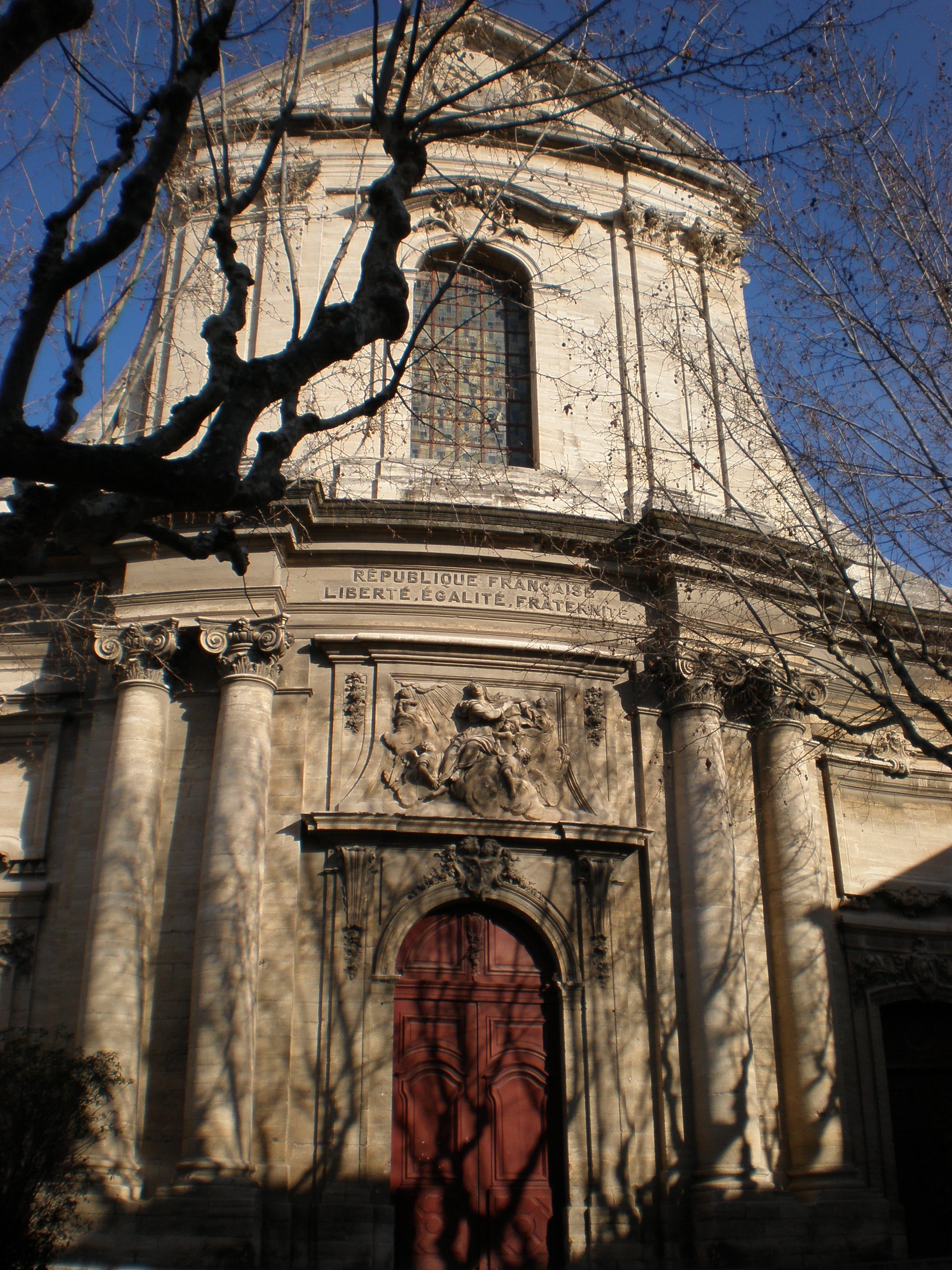
ノートルダム教会

紀元前7世紀頃にまちができた。ボーケールはイタリア＝スペイン間をつなぐドミティア街道の都市の一つであった。この時代の名はUgernumであった。
中世、都市の拡大は停滞した。この暗黒時代のボーケールには、災難を避けることができなかった。ボーケールはブルグント、ゴート族、そしてサラセン人に征服された。占領時代に最初の城壁と城ができた。
『美しい石』を意味する地名ボーケールが町の名となった。モンフォール＝アモーリー領主にしてアルビジョア十字軍の指揮官であったシモン・ド・モンフォールは、1216年にボーケールを包囲した。
13世紀、ルイ9世が数回ボーケールを訪れた。町は拡大し、人口が増加した。百年戦争やユグノー戦争にもかかわらず、ボーケール商人の富と平行して建築物の栄華と洗練は増幅した。
1579年、ボーケールはラングドック知事モンモランシー＝ダンヴィルによって治められていた。彼はカトリック教徒であったがユグノーに寛容であった。町の民衆隊長はジャン・ド・パラベールであった。しかしモンモランシー＝ダンヴィルはパラベールを斬首刑にして、街を手に入れるため反乱を引き起こした。ボーケールは、提督ガスパール・ド・コリニーの息子フランソワ2世・ド・コリニーが送った援軍によってユグノー派が制圧した。
17世紀から19世紀、ボーケールのマドレーヌ市は国際的な影響をもたらした。10日間開催されるフランシュ市は、マルセイユ港の1年間の売り上げと同じであった。1789年のフランス革命も、商人の活動を変えることがなかった。
鉄道の敷設、川での水上貿易の衰退が、次第にマドレーヌ市を衰退させた。マドレーヌ市は、見本市の形態の他に闘牛や多様な祭りを含んでいた。いつも7月21日に始まり、月曜日に終了し、少なくとも6日間続けられた。
19世紀終わりから20世紀初頭、大きな価値のある数少ない例が、まちの東側、旧市街をローヌ川の洪水から守るために市街に沿ってつくられた石の壁である。ローヌ・エ・セット運河が掘削されたのもこの時代である。ボーケールがミディ運河に接続された。

## 経済
ボーケールは、セメント会社シマン・フランセ（fr、イタルチェメンティ子会社）の本拠地である。

## みどころ
- サン＝ロマンの洞窟修道院 - ローヌ川とガルドン川の合流地点を見下ろす石灰岩の露頭の上にある。16世紀に修道院が打ち捨てられた後、残った石材を用いて防衛施設がつくられた。施設は1850年に解体され、現在は遺構がわずかに残る。
- ボーケール城
- ノートルダム・デ・ポミエ参事会教会 - 18世紀バロック様式
- サン＝ポール教会 - プロヴァンサル・ゴシック様式
- レゼスティヴァル - 毎年開催される闘牛祭り。ボーケールはフランス闘牛都市連合（fr）に参加しているコミューンである。

## 姉妹都市
ボーケールは以下の都市と姉妹都市協定を結んでいる。
- ファルシエンヌ、ベルギー
- モンテルーポ・フィオレンティーノ、イタリア

1969年以降姉妹都市となっているファルシエンヌの市長は、2014年4月1日に極右政党（国民戦線）所属の市長がボーケールに誕生したことを理由に、姉妹都市協定を破棄した。